# Jhonny Pérez
Jhonny José Pérez Ureña, född 16 september 1997, är en dominikansk simmare. 
Pérez tävlade för Dominikanska republiken vid olympiska sommarspelen 2016 i Rio de Janeiro, där han blev utslagen i försöksheatet på 100 meter frisim.